# Rembrandt rindo
Rembrandt rindo é uma pintura a óleo sobre cobre de 1628, do pintor holandês Rembrandt van Rijn. É um estudo elaborado de um rosto risonho, um tronie e, uma vez que representa o próprio pintor, um dos mais de 40 autorretratos de Rembrandt, provavelmente o mais antigo e elaborado. A pintura, descoberta recentemente, está agora no Museu J. Paul Getty, na Califórnia.

## Descrição
A pintura mostra um homem risonho, com a cabeça descoberta e inclinada para trás, vestido com uma túnica roxa profunda, rodeado por uma capa de lã marrom mais áspera. Ele também usa um gorjal de metal polido, uma peça de armadura que protege a garganta. O rosto do homem tem as feições do jovem Rembrandt, mostrado como um soldado risonho. Seus cabelos são longos, "fofos", loiros claros e escuros, como em outros retratos de Rembrandt da época (por exemplo, Autorretrato com Gorjeira, em Nuremberg). Ele está olhando diretamente para o espectador. A pincelada é segura, sensível, espontânea e ousada, ora precisa, ora ampla e solta, e revela claramente a mão de um gênio, que sabe exatamente como captar melhor a reação transitória do riso.